# Альберт Янг
Альберт Янг (англ. Albert Young; 28 вересня 1877 — 22 липня 1940) — американський боксер, олімпійський чемпіон 1904 року. 

## Аматорська кар'єра
Олімпійські ігри 1904
- 1/2 фіналу. Переміг Джека Ігана (США)
- Фінал. Переміг Гаррі Спенджера (США)